# Дезмънд Дос
Дезмънд Т. Дос (на английски: Desmond Doss) (17 януари 1919 г. – 23 март 2006 г.) е американец и първият човек, отказал да носи оръжие по време на Втората световна война и въпреки това получил конгресния Медал на честта, който е сред най-висшите военни награди на САЩ.
Поради своите религиозни убеждения като адвентист от седмия ден Дезмънд е желаел да служи на своята страна без да убива. Той служи в 77-а пехотна дивизия като санитар, ефрейтор.
На 5 май 1945 г. Дезмънд Дос застанал върху окървавен пясъчен насип на остров Окинава и започнал да спасява войници, попаднали под огъня на японците, които преди това го осмивали и заплашвали че ще го застрелят в гърба. Той направил въже и помогнал с риск за живота си на 75 войници да избягат от сигурна смърт по време на едно от най-ожесточените сражения в Тихоокеанската кампания.
Господи, помогни да извадя още един. Само още един – се молел Дос по време на сражението. Едва след като и последният войник бил евакуиран, Дос потърсил сигурно място.
За неговата смела постъпка е поканен на 12 октомври 1945 в белия дом да получи медала на честта от президента Хари Труман.
Историята на Дезмънд Дос става известна на широката публика благодарение на документалния филм „Да откажеш по съвест“ и на интереса на медиите. Режисьорът Тери Бенедикт
пресъздава историята на Дезмънд Дос във филма „The Conscientious Objector“.

## Награди и отличия
- – Медал на честта
- – Combat Medical Badge
- – Bronze Star Medal
- – Пурпурно сърце
- – Army Good Conduct Medal
- – American Campaign Medal
- – Asiatic-Pacific Campaign Medal
- – World War II Victory Medal
- – Army of Occupation Medal
- – Philippine Liberation Medal
- – Presidential Unit Citation
- – Army Meritorious Unit Commendation